# Herb powiatu raciborskiego
Herb powiatu raciborskiego – jeden z symboli powiatu raciborskiego, ustanowiony 29 kwietnia 2003

## Wygląd i symbolika
Herb przedstawia na tarczy czwórdzielnej (w krzyż), w polach I i IV, błękitnych, orły złote zwrócone ku sobie; pola II i III dwudzielne w słup, prawe srebrne, lewe czerwone.
Herb ten po raz pierwszy pojawił się na pieczęci Walentyna raciborskiego z 23 września 1510 roku. Złoty orzeł w błękitnym polu nawiązuje do herbu Piastów górnośląskich, natomiast biało-czerwone pola to nawiązanie do herbu Przemyślidów opawskich.